# Hyposada leucoma
Hyposada leucoma är en fjärilsart som beskrevs av Joannis 1928. Hyposada leucoma ingår i släktet Hyposada och familjen nattflyn. Inga underarter finns listade i Catalogue of Life.